# جون بيل هود
جون بيل هود (بالإنجليزية: John Bell Hood)‏ هو عسكري أمريكي، ولد في 1 يونيو 1831 في أوينغسفيل في الولايات المتحدة، وتوفي في 30 أغسطس 1879 في نيو أورلينز في الولايات المتحدة بسبب حمى صفراء.

## وصلات خارجية
- جون بيل هود على موقع الموسوعة البريطانية (الإنجليزية)
- جون بيل هود على موقع إن إن دي بي (الإنجليزية)